# Acanthonchus arcuatus
Acanthonchus arcuatus is een rondwormensoort uit de familie van de Cyatholaimidae. De wetenschappelijke naam van de soort is voor het eerst geldig gepubliceerd in 1928 door Kreis.